# Fédération péruvienne de tennis
La Fédération péruvienne de tennis organise le tennis au Pérou et met en place un système de classement et de compétition national. Elle est affiliée à la Fédération internationale de tennis.

## Histoire

### Fondation
La fédération fut officiellement fondée le 25 septembre 1930 sous le nom de Federación Peruana de Lawn Tennis. Des représentants des principaux clubs péruviens de l'époque dans cette discipline étaient présents à cette occasion : 
- Club Lawn Tennis de la Exposición
- Club Tennis Las Terrazas
- Internacional Revólver
- Club Lawn Tennis de Barranco
- Victoria Tennis Club
- Deuscher Tenosklud Leuro
- Circolo Sportivo Italiano
- Fuji Tennis Club
- Internacional Bellavista

Le premier conseil d'administration de la Fédération fut présidé par M. Alberto Gallo Porras, avec M. Manuel Orellana et M. Jorge Harten en tant que membres.

### Changements de nom
Des années après sa fondation, La Federación Peruana de Lawn Tennis est rebaptisée Federación Peruana de Tenis (Fédération péruvienne de tennis). En 1995, elle a adopté le nom de  Federación de Tenis de Perú (Fédération de tennis du Pérou), et en 2002, elle est devenue Federación Deportiva Peruana de Tenis (Fédération sportive péruvienne de tennis) par ordre de l'Institut péruvien du sport.
En 1958 commence la participation de l'équipe péruvienne à la Coupe Davis.

## Installations
En 1972, six terrains asphaltés ont été créés. L'inauguration a été confiée à M. Víctor Nagaro, alors président du Conseil national des sports, dans ce qui serait le futur siège de la Fédération de tennis situé sur le Champ de Mars. A cette époque, M. Oscar Elejalde était Président de la Fédération.
La fédération possède un complexe qui porte le nom de Luis G. Márquez, un leader de la ^promotion et du développement du tennis au Pérou, décédé le 29 septembre 1985. L'Académie de tennis opère dans le complexe à la portée du grand public, qui compte 11 courts de tennis dont 7 en terre battue et 4 en asphalte avec éclairage artificiel.